# 聖澤諾比烏斯的生活場景

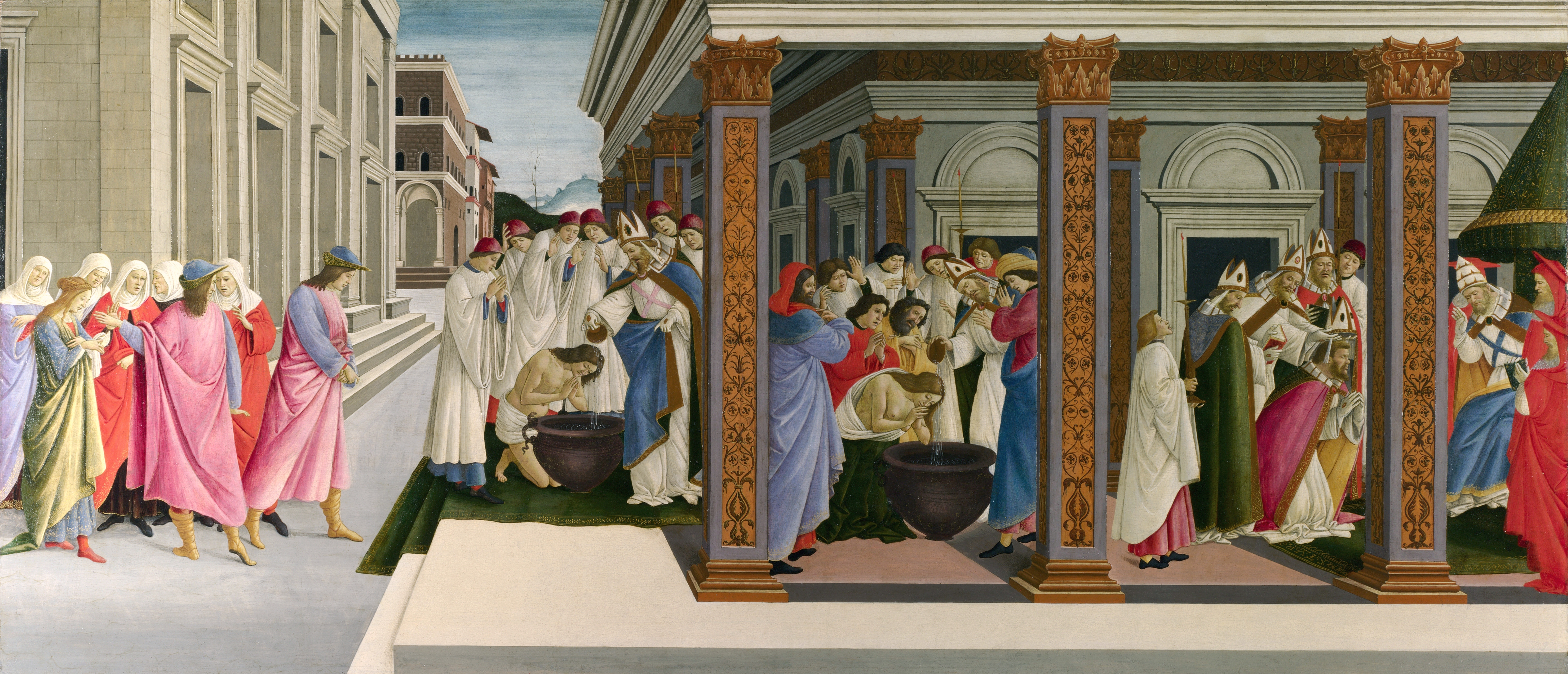
聖澤諾比烏斯早年生活的四個場景, 收藏於倫敦國家美術館. 66.5 x 149.5 cm

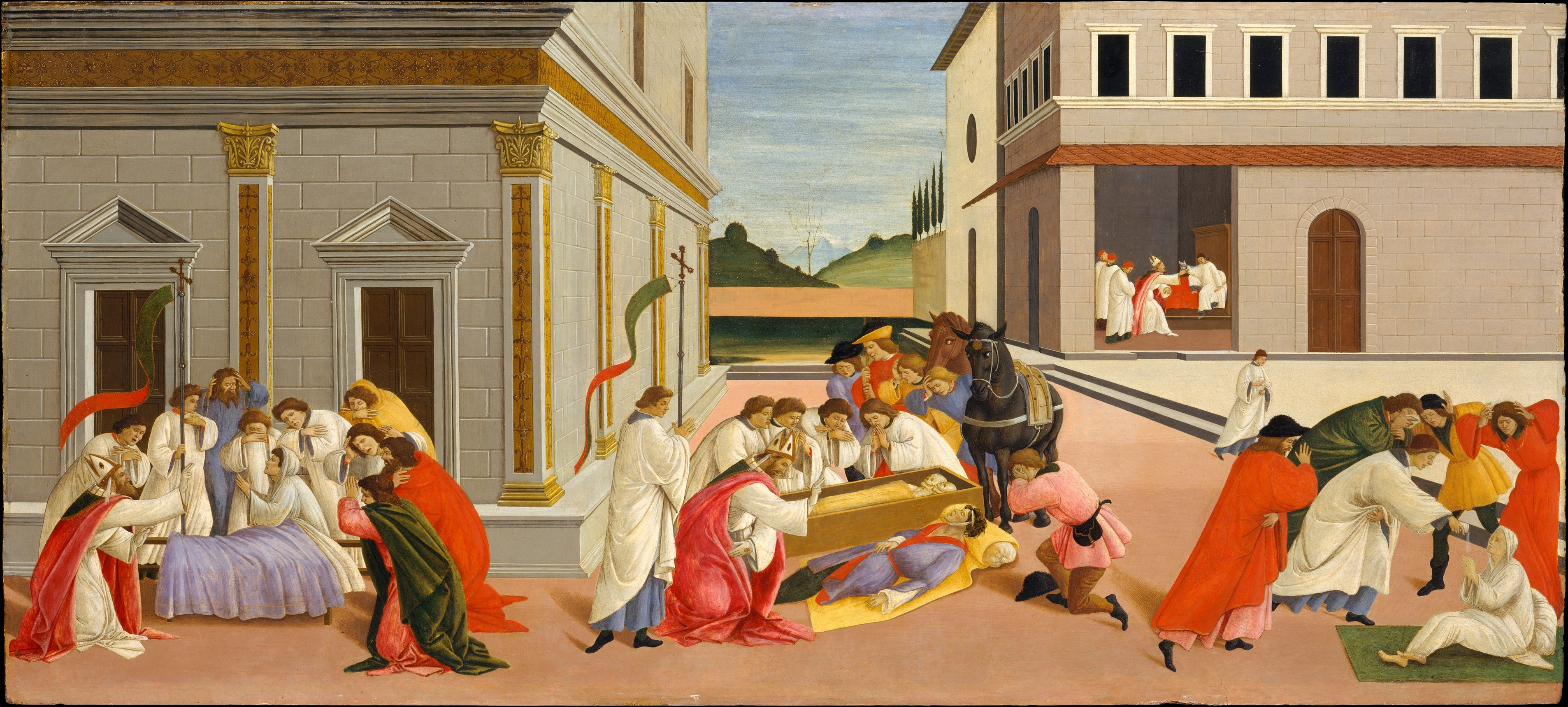
聖澤諾比烏斯的三個奇蹟, 收藏於紐約大都會藝術博物館, 67.3 x 150.5 cm

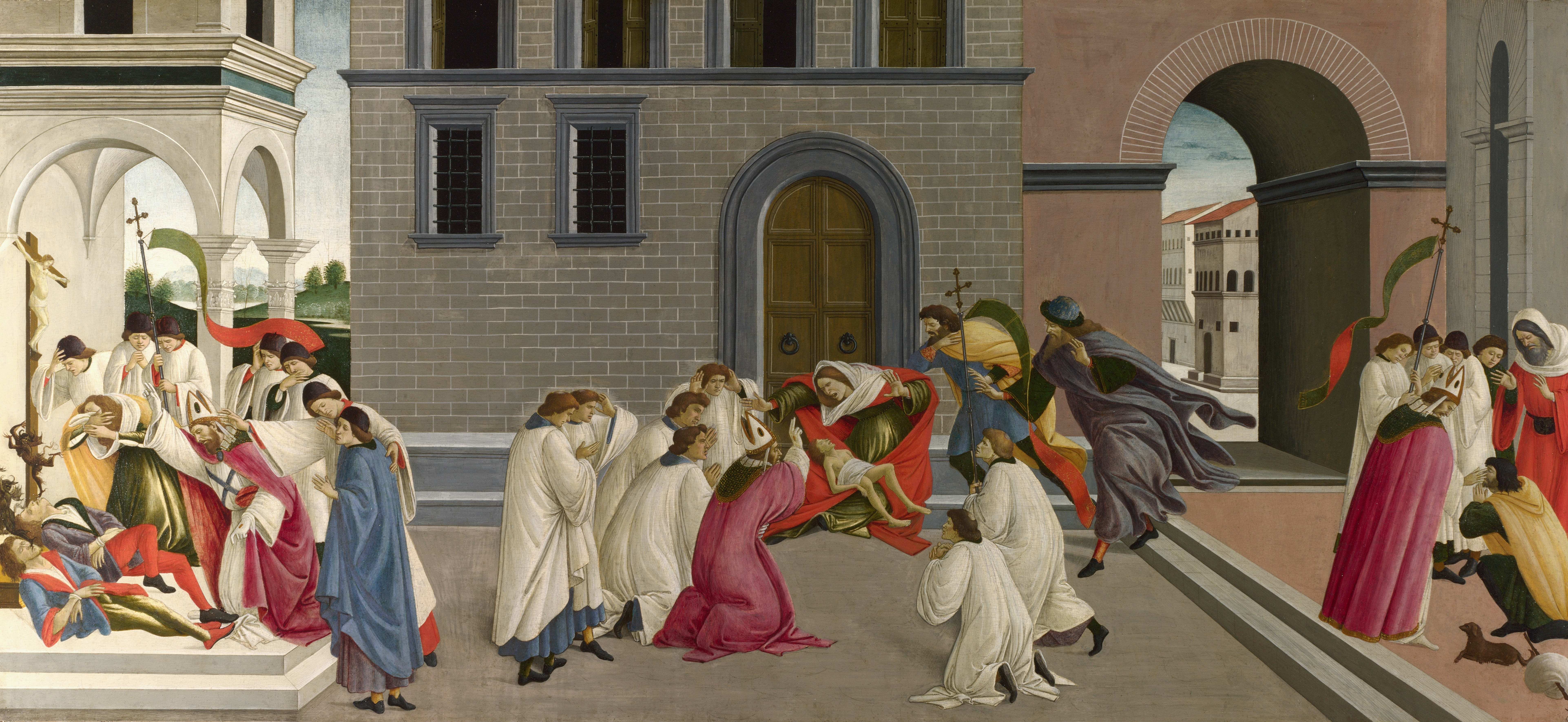
聖澤諾比烏斯的三個奇蹟, 收藏於倫敦國家美術館, 66.5 x 149.5 cm

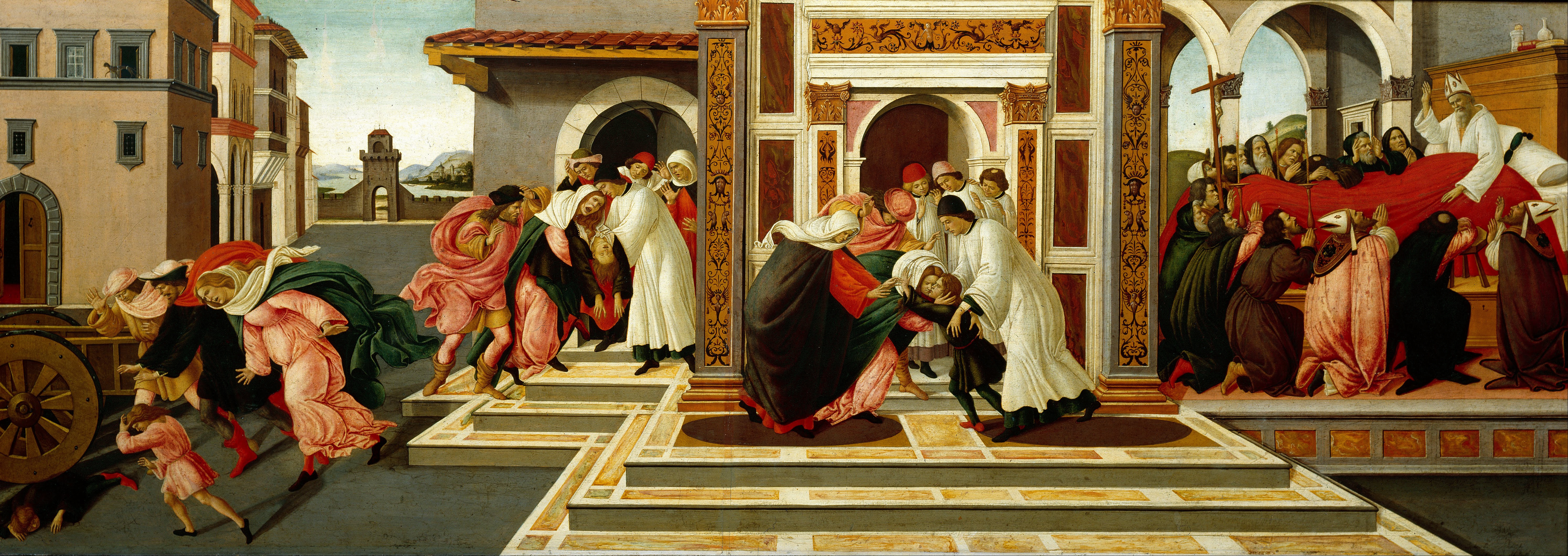
聖澤諾比烏斯的奇蹟與死亡.收藏於德勒斯登歷代大師畫廊, 66 x 182 cm

聖澤諾比烏斯的生活場景（Scenes from the Life of Saint Zenobius）是義大利文藝復興時期藝術家山德羅·波提且利的一系列繪畫作品。該系列的四幅作品留存至今，現在收藏在三個不同的博物館中。每幅作品都描繪了澤諾比烏斯（Zenobius of Florence）一生中的三個或更多事件，澤諾比烏斯是一位早期的佛羅倫斯主教，可能於417年去世。這些畫作在木板上繪製，高約66厘米（26 英寸），長度變化較大，從約149至182 厘米（59至72英寸）不等。
倫敦國家美術館收藏兩個作品。其中一個是聖澤諾比烏斯早年生活的四個場景（從左到右）：澤諾比烏斯拒絕了父母選擇的新娘；澤諾比烏斯受洗；他的母親接受了佛羅倫斯主教的洗禮；他被教宗達瑪穌一世任命為佛羅倫斯主教。第二個作品展示聖澤諾比烏斯的三個奇蹟。紐約大都會藝術博物館收藏一個作品，展示了另外三個奇蹟，也被稱為聖澤諾比烏斯的三個奇蹟。德勒斯登的畫廊有一個作品，展示了三個場景的奇蹟以及聖人的死亡。
人們普遍認為這些畫作來自波提且利職業生涯的最後階段，也許是在1500年–1505年完成；一些學者認為它們可能是波提且利最後的倖存作品。